# Turanose

SNFG-Darstellung von Turanose

Turanose ist ein reduzierender Zucker aus der Gruppe der Disaccharide, der natürlich vorkommt. 

## Vorkommen und Bedeutung

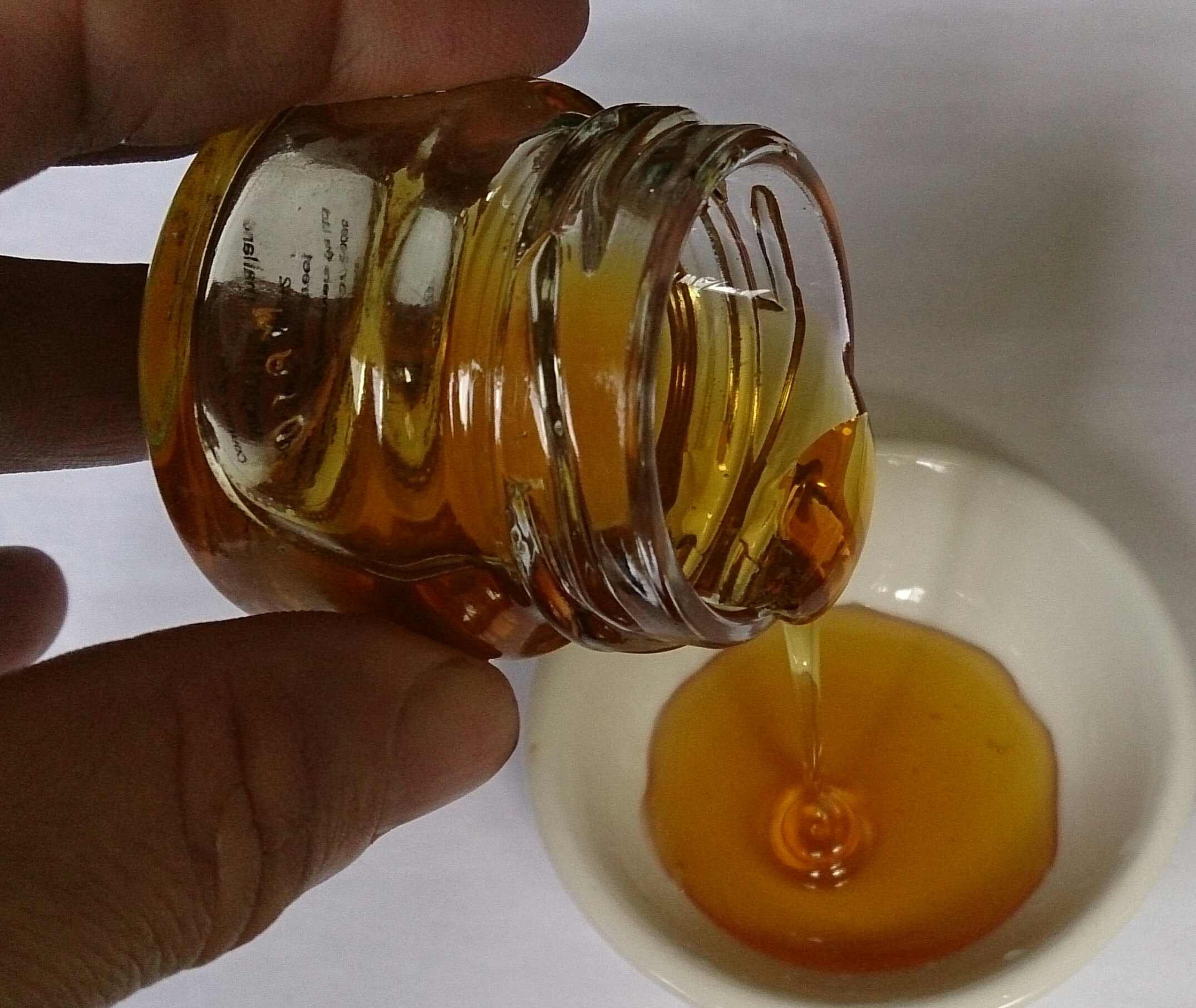
Honig enthält Turanose

Turanose kommt natürlich in Honig vor.
In Pflanzen wird sie nicht metabolisiert, spielt aber eine Rolle als Signalmolekül. Erforscht wurde dies beispielsweise in der Tomate und in Arabidopsis. Pflanzen verfügen über Membran-Transporterproteine, die mehr oder weniger spezifisch bestimmte Zucker transportieren können. Arabidopsis thaliana verfügt beispielsweise über ein Protein, das eine besonders hohe Affinität für Sucrose hat, aber auch eine Reihe anderer Zucker (darunter Turanose) transportiert. In der Gerste kann Turanose die Aktivität der Amylase unterdrücken.

## Eigenschaften
In Untersuchungen an Zellkulturen zeigte Turanose entzündungshemmende Eigenschaften. Seine Süßkraft ist halb so groß wie die der Sucralose.

## Herstellung
Eine biotechnologische Herstellung ist durch Bifidobacterium thermophilum oder mittels der Amylosucrase von Neissera polysaccharea möglich.

## Verwendung
Wegen verschiedener nützlicher Eigenschaften eignet es sich möglicherweise als Süßstoff in der Lebensmitteltechnik und Medizin.